# タンジェント (バンド)
タンジェント （The Tangent）は、2002年に結成されたプログレッシブ・ロック・グループである。

## 略歴

### 2002年の編成

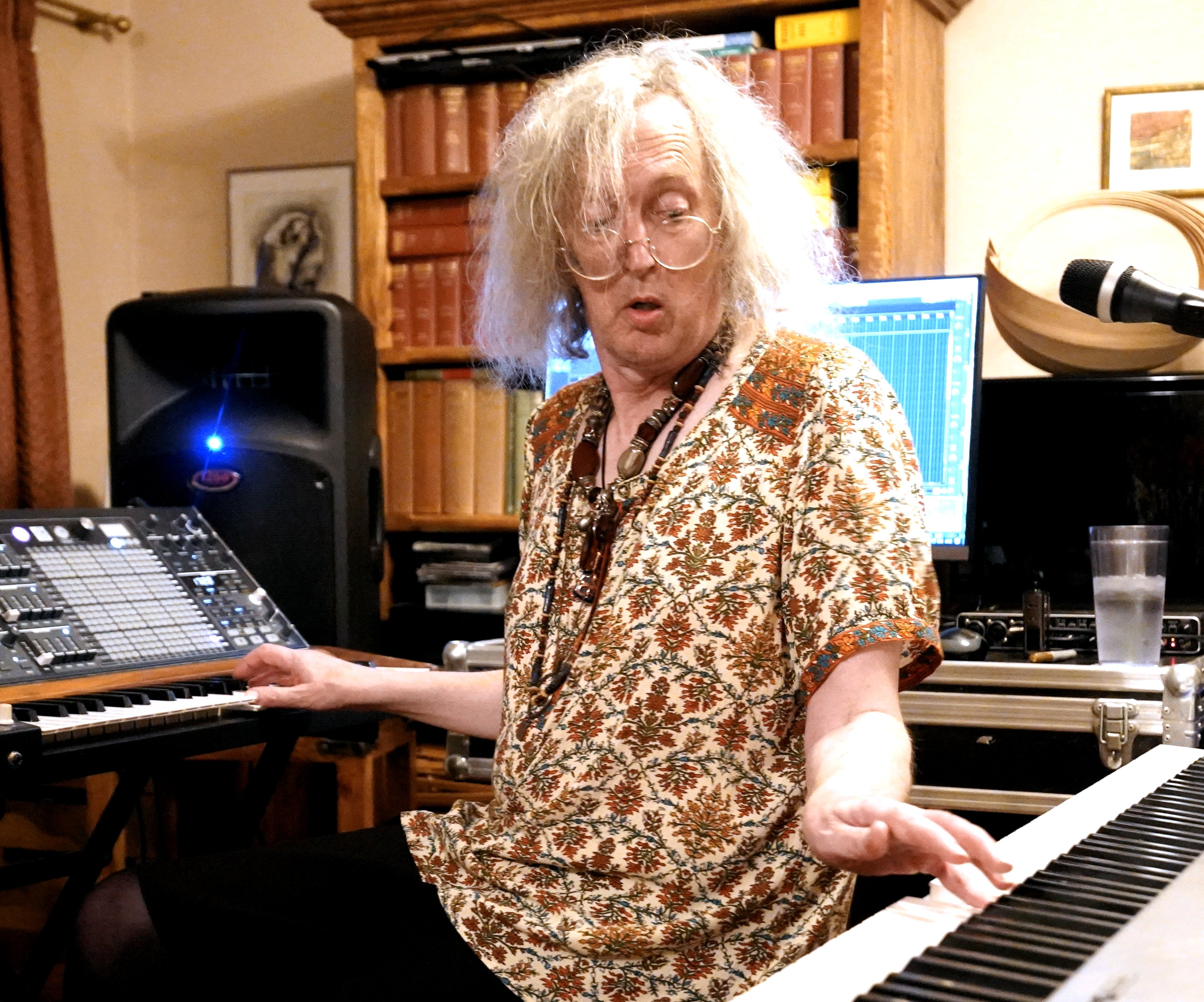
創設者アンディ・ティリソン（2022年）

もともとはキーボード奏者のアンディ・ティリソンと「Parallel or 90 Degrees」のサム・ベイン、そしてザ・フラワー・キングスのギタリストであるロイネ・ストルト、ベーシストのヨナス・レインゴールド、ドラマーのソルタン・チョースによって結成された。著名なサックス奏者であるヴァン・ダー・グラフ・ジェネレーターのデヴィッド・ジャクソンと、マルチ楽器奏者のガイ・マンニングによってセプテットは完成された。バンドは「一回限り」のプロジェクトになる予定だったが、10枚の公式スタジオ・アルバムと数多くのライブ・アルバムを制作している。
タンジェントには多数のメンバー・チェンジがあったが、すべてのレコーディングに参加した唯一のメンバーはティリソンであった。

## ライブ・パフォーマンス
2003年以来、バンドは、アメリカ合衆国、イギリス、ドイツ、オランダ、スウェーデン、フランスにてコンサートやフェスティバルに参加しさまざまな構成で演奏を行ってきた。バンドのメンバーは、他のアーティストと一緒にステージ上で特別ゲストとして出演することもある。2012年2月13日、ギタリストのルーク・マシンはイングランド・ロンドンにあるザ・ガレージのステージでペイン・オヴ・サルヴェイションに参加して、彼らの歌曲「Kingdom of Loss」を演奏した。

## カバーアート
バンドのカバーアートの多くは、アーティストのエド・ユニツキーが手がけた。エドは、タンジェントの5枚のアルバム・カバーを完成させている。
アルバム『ノット・アズ・グッド・アズ・ザ・ブック』（2008年）のカバー・アートワークは、フランスのアーティスト、アントワーヌ・エトリによって作成された。

## メンバー
2022年作『Songs from the Hard Shoulder』時点のラインナップ:
- アンディ・ティリソン (Andy Tillison) - キーボード、ギター、ボーカル
- セオ・トラヴィス (Theo Travis) - サクソフォーン、フルート、クラリネット
- ルーク・マシン (Luke Machin) - ギター、ボーカル
- ヨナス・レインゴールド (Jonas Reingold) - ベース、ボーカル
- スティーヴ・ロバーツ (Steve Roberts) - ドラム

### 旧メンバー
- ロイネ・ストルト (Roine Stolt) - ギター、ボーカル
- ジャッコ・ジャクジク (Jakko Jakszyk) - ギター、ボーカル
- クリスタ・ジョンソン (Krister Jonsson) - ギター
- デヴィッド・ザックリソン (David Zackrisson) - ギター
- デヴィッド・ミリオン (David Million) - ギター
- ダン・ワッツ (Dan Watts) - ギター
- サム・ベイン (Sam Baine) - キーボード、ピアノ、ボーカル
- リカルド・ショブロム (Rikard Sjöblom) - キーボード、ボーカル
- リンゼイ・フロスト (Lindsay Frost) - キーボード
- ラレ・ラーション (Lalle Larsson) - キーボード
- マリー＝イヴ・デ・ゴルチエ (Marie-Eve de Gaultier) - キーボード、ボーカル
- ロバート・ハンセン (Robert Hansen) - ベース
- ジョナサン・バレット (Jonathan Barrett) - ベース、ボーカル
- ダン・マッシュ (Dan Mash) - ベース、ボーカル
- サイモン・アルボーン (Simon Albone) - ベース
- デイヴ・アルボーン (Dave Albone) - ドラム
- ソルタン・チョース (Zoltan Csörsz) - ドラム
- ハイメ・サラザー (Jaime Salazar) - ドラム
- マグナス・オストグレン (Magnus Östgren) - ドラム
- ポール・バージェス (Paul Burgess) - ドラム
- マイケル・ギルバーン (Michael Gilbourne) - ドラム
- ニック・リックウッド (Nick Rickwood) - ドラム
- トニー・レイサム (Tony "Funkytoe" Latham) - ドラム
- ギャヴィン・ハリソン (Gavin Harrison) - ドラム
- モーガン・オーギュレン (Morgan Ågren) - ドラム
- デヴィッド・ジャクソン (David Jackson) - サクソフォーン、フルート
- ガイ・マンニング (Guy Manning) - アコースティックギター、ブズーキ、マンドリン、キーボード、ボーカル
- ジュリー・キング (Julie King) - ボーカル
- デヴィッド・ロングドン (David Longdon) - ボーカル
- ヨラン・エドマン (Goran Edman) - ボーカル

## ディスコグラフィ

### スタジオ・アルバム
- 『ザ・ミュージック・ダイド・アローン』 - The Music That Died Alone (2003年)
- 『ザ・ワールド・ザット・ウィ・ドライヴ・スルー』 - The World That We Drive Through (2004年)
- 『ア・プレイス・イン・ザ・キュー』 - A Place in the Queue (2006年)
- 『ノット・アズ・グッド・アズ・ザ・ブック』 - Not as Good as the Book (2008年)
- 『ダウン・アンド・アウト・イン・パリス・アンド・ロンドン』 - Down and Out in Paris and London (2009年)
- 『COMM』 - COMM (2011年)
- 『仕事の儀式』 - Le Sacre du Travail (2013年)
- 『ア・スパーク・イン・ジ・エーテル - ザ・ミュージック・ザット・ダイド・アローン Vol.2』 - A Spark in the Aether (2015年)
- The Slow Rust of Forgotten Machinery (2017年)
- 『プロクシー』 - Proxy (2018年)
- 『オート・リコニサンス』 - Auto Reconnaissance (2020年)
- Songs from the Hard Shoulder (2022年)

### ライブ・アルバム
- Pyramids and Stars (2005年)
- 『ゴーイング・オフ・オン・ワン』 - Going Off on One (2007年)
- 『ゴーイング・オフ・オン・トゥ』 - Going Off on Two (2010年)
- London or Paris, Berlin or Southend On Sea (2012年)
- 『ホテルキャントアフォードイット』 - Hotel Cantaffordit (2018年) ※タンジェカニック（タンジェント+カーマカニック）名義

### コンピレーション・アルバム
- A Place on the Shelf - a special enthusiast's collection (2009年)
- 『仕事の棚』 - L’Étagère Du Travail (The Shelf Of Work) (2013年)